# Чермаєв, Ґейсмар і Гавів

Відомі логотипи, розроблені Chermayeff & Geismar & Haviv: (зліва направо, зверху вниз) NBC, Mobil, Merck, Armani Exchange, Smithsonian Institution, PBS, Showtime, NYU, Barneys New York, Chase Bank, National Geographic, Univision

Chermayeff & Geismar & Haviv (раніше Brownjohn, Chermayeff & Geismar і Chermayeff & Geismar ) — фірма з брендингу та графічного дизайну в Нью-Йорку . Зараз її очолюють партнери Том Ґейсмар і Сагі Гавів . 

## Історія
Фірма була заснована у 1957 році двома випускниками Єльського університету Іваном Чермаєвим і Томом Ґейсмаром, а також Робертом Браунджоном, протеже угорського художника Ласло Могой-Надя та батька Чермаєва, промислового дизайнера Сержа Чермаєва, у Новому Баугаузі в Чикаго .  Браунджон, який боровся з героїновою залежністю більшу частину свого дорослого життя, покинув партнерство, щоб приєднатися до лондонського відділення Дж. Волтера Томпсона в 1959 році.
Фірма розробила логотипи для таких компаній, як Pan Am, Mobil Oil, PBS, Chase Bank, Barneys New York, The Museum of Modern Art, Xerox, Smithsonian Institution, NBC, Cornell University, National Geographic,  State Farm,  та багато інших. Іван Чермаєв і Том Ґейсмар були нагороджені медаллю AIGA в 1979 році.   
Між 1976 і 2005 до них також приєднався як партнер Штефф Ґайсбюлер. У 2006 році третім партнером фірми став дизайнер Сагі Гавів .  У 2013 році ім’я Haviv було додано до рекламної сторінки, і фірма стала називатися Chermayeff & Geismar & Haviv.  Дизайнер Макі Сетурдей приєднався до фірми як директор у 2016 році.  Чермаєв помер 3 грудня 2017 року у віці 85 років  
В останні роки фірма створила айдентику для America250,  Warner Bros. Discovery, Inc.,  Нью-Йоркського марафону,  Bechtel,  потокового онлайн-сервісу Discovery, Inc. Discovery+,  Олімпійського і Паралімпійського музею Сполучених Штатів,  Відкритого тенісного турніру США,  Кулінарного інституту Америки,  технолого-електромобільної компанії Togg,  фінтех-компанії Network Capital,  кіберспортивного бренду Panda Global,  Dick Wolf ’s Wolf Entertainment,  Animal Planet,  Impossible Aerospace,  Hearst Corporation, Southern Poverty Law Center, The John D. and Catherine T. MacArthur Foundation, Conservation International,  Жіночої тенісної асоціації,  Harvard University Press,  State Farm, Grupo Imagen TV (Мексика),  LA Reid 's Hitco Entertainment,  Леонарда Бернштейна,  ClearMotion,  Nanotronics,  Flatiron Health  та інших великих установ.
Фірма відома своїми експонатами та екологічними арт-інсталяціями, у тому числі Музей імміграції на острові Елліс, Музей Статуї Свободи, два павільйони Всесвітньої виставки (павільйони США 1967 і 1970 років) і червоний номер 9 на 9 West 57th Street в Нью-Йорку, які вона спроектувала. У 2008 році в Смітсонівському національному музеї американської історії у Вашингтоні, округ Колумбія, відкрилася нова виставка прапора із зірками, розробленого фірмою. Фірма також розробила медаль Центру імені Кеннеді  і розробляє анімаційну графіку, наприклад назви для відзначеної премією «Еммі» серії документальних фільмів Суспільного мовлення Carrier ,  а в 2009 році демонструвала анімаційну графіку для щорічного шоу Аліші Кіз по збору коштів для її фонду Keep a Child Alive .

## Опубліковані книги
У 2018 році Іван Чермаєв, Том Ґейсмар і Сагі Гавів створили у співавторстві книгу Identity: Chermayeff & Geismar & Haviv . Вона була опублікована Standards Manual (ISBN 0692955232 ). 
У 2011 році Іван Чермаєв, Том Ґейсмар і Сагі Хавів стали співавторами книги Identify: Basic Principles of Identity Design in the Iconic Trademarks of Chermayeff & Geismar . Книга була опублікована видавництвом журналу Print, (ISBN 978-1440310324 ).

## Національна премія за дизайн
У жовтні 2014 року Національний музей дизайну Смітсонівського інституту Купер-Г’юітт, Національний музей дизайну, присудив Тому Ґейсмару та Івану Чермаєву Національну премію в області дизайну за життєві досягнення . 

Chermayeff & Geismar дизайн лого для Mobil  (25 вересня, 1964)
Chermayeff & Geismar дизайн лого для Screen Gems (1965–1974 як ТВ студія; з1999 як кіностудія)
Chermayeff & Geismar дизайн лого для Merck & Co. (1965-)
Chermayeff & Geismar дизайн лого для Seatrain Lines (1966)
Chermayeff & Geismar дизайн лого для National Geographic (1 листопада, 1967-)
Chermayeff & Geismar дизайн лого для Xerox (1968-2008)
Chermayeff & Geismar дизайн лого для Barneys New York (1973-)
Chermayeff & Geismar дизайн лого для O-I Glass (1973-)
Chermayeff & Geismar дизайн лого для PBS (1984–1998)
Chermayeff & Geismar дизайн лого для NBC (12 травня, 1986 – 29 вересня, 2013)
Chermayeff & Geismar дизайн лого для Univision (1 січня, 1990 – 31 грудня, 2012)
Chermayeff & Geismar дизайн лого для Viacom (1990)
Chermayeff & Geismar дизайн лого для Sony Entertainment Television (1995–2007)
Chermayeff & Geismar дизайн лого для Showtime (1997)
Chermayeff & Geismar дизайн лого для Smithsonian Institution (1999)
Chermayeff & Geismar дизайн лого для Shinsegae (2000)
Chermayeff & Geismar дизайн лого для Chase Bank (9 травня, 2005)
Chermayeff & Geismar дизайн лого для Women's Tennis Association (2010)
Chermayeff & Geismar дизайн лого для State Farm (2011)
Chermayeff & Geismar & Haviv дизайн лого для RatPac Entertainment (2013)
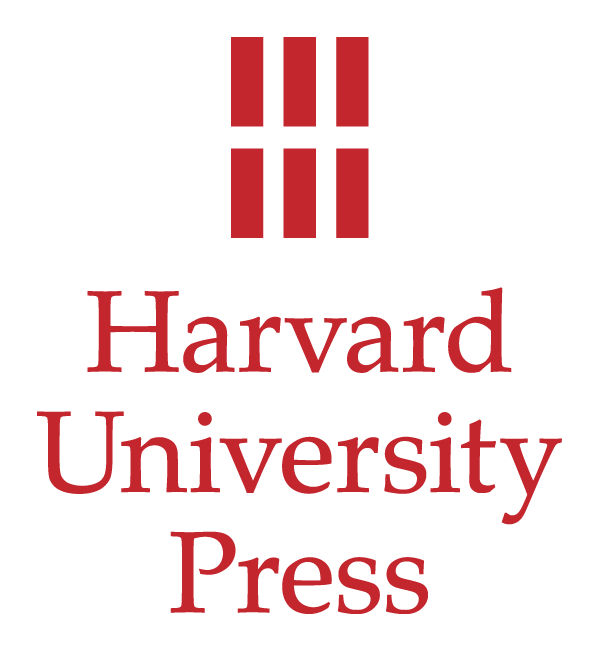
Chermayeff & Geismar & Haviv дизайн лого для Harvard University Press (2013)
Chermayeff & Geismar & Haviv дизайн лого для Beko (2017)
Chermayeff & Geismar & Haviv дизайн лого дляDominion Energy (2017)
Chermayeff & Geismar & Haviv дизайн лого для Animal Planet (2018)
Chermayeff & Geismar & Haviv дизайн лого для Apollo Global Management (2018)
дизайн лого для U.S. Open Tennis Championships (2018)
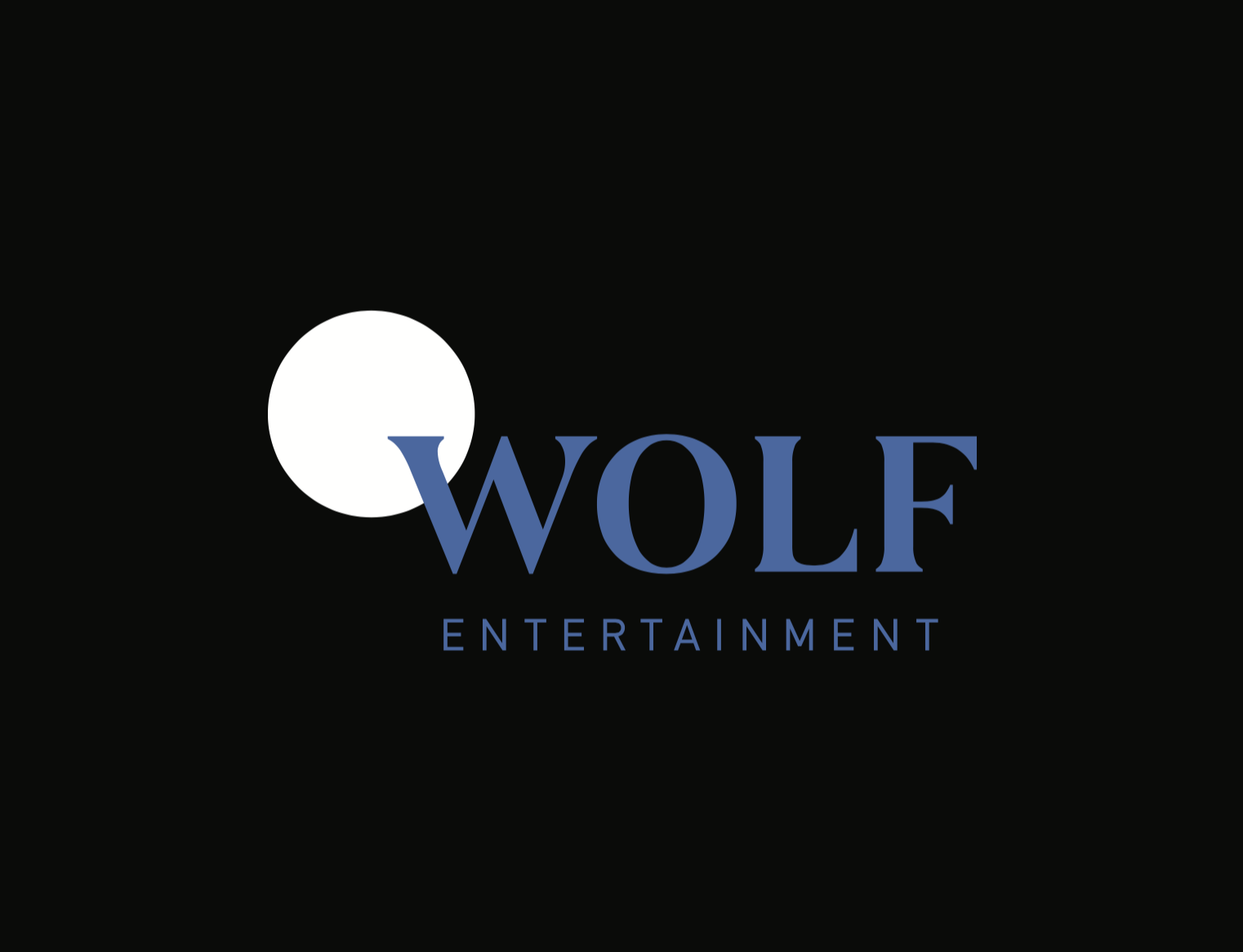
Chermayeff & Geismar & Haviv дизайн лого дляWolf Entertainment (2019)
Chermayeff & Geismar & Haviv дизайн лого для Discovery+ (2021)
дизайн лого для Togg electric car and tech company (2022)
Chermayeff & Geismar & Haviv дизайн лого для Warner Bros. Discovery (2022)
Chermayeff & Geismar & Haviv дизайн лого для Warner Bros. 100th anniversary (2023)
Chermayeff & Geismar & Haviv дизайн лого для HLN (2023)
Chermayeff & Geismar & Haviv дизайн лого для TNT Sports UK (2023)
Chermayeff & Geismar & Haviv дизайн лого для Warner Bros. Entertainment(2023)[6]
Chermayeff & Geismar & Haviv дизайн лого для TNT Sports US (2023)
Chermayeff & Geismar & Haviv дизайн лого для Warner Bros. Pictures Animation (2023-2024)
Chermayeff & Geismar & Haviv дизайн лого для America250 (4 грудня, 2023)
Chermayeff & Geismar & Haviv дизайн лого для Warner Bros. Pictures Animation (2024)

## Дивіться також
- Список медалістів AIGA
- ТОВ Петро Чермаєв

## Подальше читання
- Fiell, Charlotte; Fiell, Peter (2005). Design of the 20th Century (вид. 25th anniversary). Köln: Taschen. с. 159. ISBN 9783822840788. OCLC 809539744.
- America250 New York Times
- What to Get America for her 250th birthday? A Brand New Logo. Fast Co. Design
- America has a 250th birthday coming up, and that birthday now has a logo, Boston Globe
- Warner Bros. Discovery Gets a Modern New Logo in Fast Co. Design
- How Chermayeff & Geismar & Haviv Changed American Design in DesignWeek
- Chermayeff & Geismar & Haviv’s striped logo for the US Olympic and Paralympic Museum takes the form of an “abstract flame” on ItsNiceThat.com
- How Sagi Haviv collaborates to build iconic brands on Wix Shaping Design
- Clio Awards interview with Sagi Haviv
- How to Create a Logo That Lasts on Creative Review
- Excerpt of Identify in Fast Co. Design
- How To Design A Logo by Sagi Haviv in Bloomberg Businessweek How To Issue, 2012
- What A Campaign Logo Is Really Saying in Bloomberg Politics
- Sagi Haviv interviewed in Campaign Logos in Review, NBC
- Interview with Haviv on Bloomberg Businessweek
- How To Create An Iconic Trademark, Salon Magazine
- Still a Good Neighbor State Farm Updates Its Logo New York Times
- New York Times announcing Sagi Haviv's name being added to the firm's masthead
- Chermayeff & Geismar Collection in the Milton Glaser Design Study Center and Archives
- New York Times Profile
- New York Times Feature
- New York Times Book Review of TM: Trademarks Designed by Chermayeff & Geismar (Princeton Architectural Press. 2001)
- New York Times piece on Lincoln Center logo
- Chermayeff and Geismar Recognition 1979 AIGA Medal [Архівовано 2011-05-14 у Wayback Machine.]
- LogoDesignLove Profile
- Logomotion
- Interview with Sagi Haviv

## Зовнішні посилання
- Офіційний сайт Chermayeff & Geismar & Haviv